# Federação Búlgara de Voleibol
A Federação Búlgara de Voleibol  (em búlgaro:Bulgarska Federatsiya Volejbol, BFV) é  uma organização fundada em 1949 que governa a pratica de voleibol na Bulgária, sendo membro da Federação Internacional de Voleibol e da Confederação Européia de Voleibol, a entidade é responsável por  organizar  os campeonatos nacionais de  voleibol masculino e feminino no país.